# アパッシュ

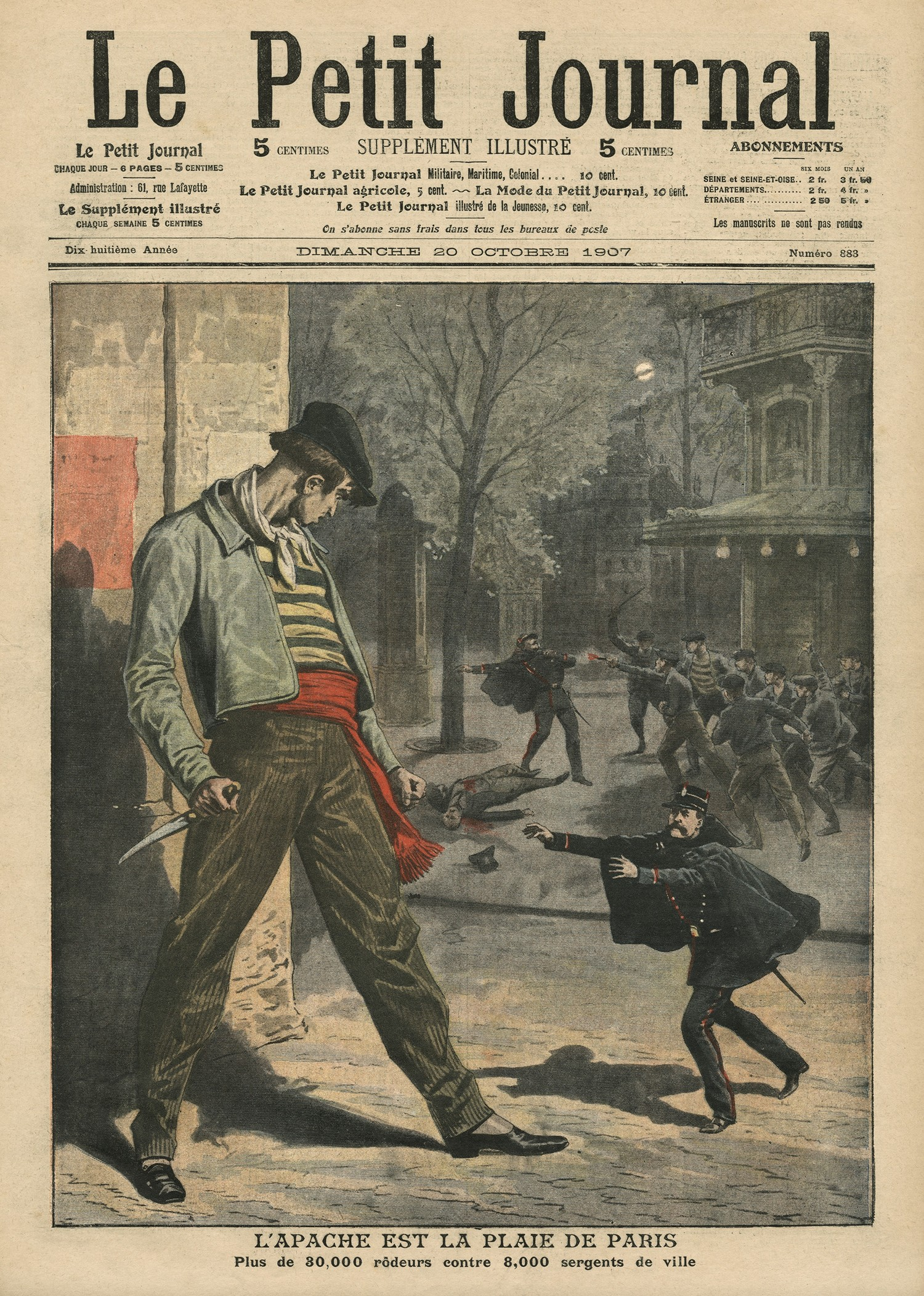
アパッシュを描いた新聞（1907年）

アパッシュ（フランス語: Apache）は、19世紀末から20世紀初頭のパリにおいて、路地裏で強盗などの犯罪に手を染めていた若者の総称。現在では、日本語の「ならず者」や「チンピラ」に近い意味で使われる。

## 概要
アパッシュの語源はアメリカインディアンのアパッチ族である。アパッチ族がアメリカ合衆国南部とメキシコの国境付近で馬車などを襲撃して物資の強奪を繰り返していたことから、パリ市内でモンマルトルの路地裏を拠点に単独あるいは徒党を組んで強盗を働いていた若者が「アパッシュ」と呼ばれるようになった。「アパッチ」という言葉は、アパッチ族からたびたび襲撃を受けていたインディアンのズニ族の言葉で「敵」という意味であり、このフランス語での用法はそう間違ったものではない。
ファッションとしてベレー帽を被り、シャツの上にジャンパーを着た姿でナイフや拳銃を手に武装している姿がよくイメージされるが、このイメージは1927年公開のドイツ映画『アパッシュ』に拠る所が大きい。この作品によりアパッシュの存在はフランス国外でも広く知られるようになったが、映画の公開よりも少し前の1920年代前半には警察の取り締まり強化や第一次世界大戦の影響による都市部の若者人口減少でパリ市内においてアパッシュはほぼ見られなくなっていた。
映画の公開後は日本でも「アパッシュ」が流行語化し、1933年10月には宝塚歌劇団で喜歌劇『巴里のアパッシュ』（中西武夫 作）を月組が、翌1934年11月には『アパッシュは嗤う』（横田邦造・宇津秀男 共作）を花組が上演している。